# Coppa dell'Imperatore 2012 (pallavolo)
La Coppa dell'Imperatore 2012 si è svolta dal 14 al 24 dicembre 2012: al torneo hanno partecipato 24 squadre di club giapponesi e la vittoria finale è andata per la terza volta, la seconda consecutiva, ai Panasonic Panthers.

## Regolamento
La competizione prevede che vi prendano parte 24 squadre, che si affrontano in gara secca per tutto il corso del torneo, dal primo turno alla finale. I club provenienti dalla V.Premier League scendono in campo solo da secondo turno.

## Partecipanti
| - Daido Steel Red Star - FC Tokyo - Fukuoka Daigaku - Fukushima Daigaku - JTEKT Stings - JT Thunders - Kagawa Kenritsu Takamatsu - Keio Daigaku | - Kinden TrinityBlitzs - Kinki Daigaku - Nīgata Kyōin - Nippon Taiiku Daigaku - Nagasaki Kenritsu Ōmura - Oita Weisse Adler - Ōsaka Sangyō Daigaku - Panasonic Panthers | - Rakunō Gakuen - Sakai Blazers - Suntory Sunbirds - Tōa Daigaku - Tōkai Daigaku - Toray Arrows - Toyoda Trefuerza - Tsukuba Daigaku |

## Torneo

### Primo turno
| 14 dicembre 2012 PCC Hayamizu, Miyakonojō Durata: ? - Spettatori: ?  | Kinden TrinityBlitzs  | 3 - 1 | Fukuoka Daigaku           | 29-27, 25-21, 30-32, 25-23 |
| 14 dicembre 2012 PCC Hayamizu, Miyakonojō Durata: ? - Spettatori: ?  | Tōa Daigaku           | 3 - 0 | Kagawa Kenritsu Takamatsu | 25-17, 25-16, 25-16        |
| 14 dicembre 2012 PCC Hayamizu, Miyakonojō Durata: ? - Spettatori: ?  | Ōsaka Sangyō Daigaku  | 1 - 3 | Nagasaki Kenritsu Ōmura   | 25-21, 18-25, 22-25, 16-25 |
| 14 dicembre 2012 PCC Hayamizu, Miyakonojō Durata: ? - Spettatori: ?  | Kinki Daigaku         | 0 - 3 | JTEKT Stings              | 21-25, 18-25, 19-25        |
| 14 dicembre 2012 Komazawa Gymnasium, Tokyo Durata: ? - Spettatori: ? | Keio Daigaku          | 3 - 0 | Fukushima Daigaku         | 25-21, 25-17, 25-14        |
| 14 dicembre 2012 Komazawa Gymnasium, Tokyo Durata: ? - Spettatori: ? | Daido Steel Red Star  | 3 - 1 | Tsukuba Daigaku           | 15-25, 25-20, 25-23, 25-23 |
| 14 dicembre 2012 Komazawa Gymnasium, Tokyo Durata: ? - Spettatori: ? | Tōkai Daigaku         | 3 - 0 | Rakunō Gakuen             | 25-18, 26-24, 25-14        |
| 14 dicembre 2012 Komazawa Gymnasium, Tokyo Durata: ? - Spettatori: ? | Nippon Taiiku Daigaku | 3 - 1 | Nīgata Kyōin              | 25-18, 21-25, 25-22, 25-16 |

### Secondo turno
| 15 dicembre 2012 PCC Hayamizu, Miyakonojō Durata: ? - Spettatori: ?  | Panasonic Panthers | 3 - 0 | Kinden TrinityBlitzs    | 25-23, 25-12, 25-18        |
| 15 dicembre 2012 PCC Hayamizu, Miyakonojō Durata: ? - Spettatori: ?  | Oita Weisse Adler  | 3 - 0 | Tōa Daigaku             | 25-21, 25-19, 29-27        |
| 15 dicembre 2012 PCC Hayamizu, Miyakonojō Durata: ? - Spettatori: ?  | Suntory Sunbirds   | 3 - 0 | Nagasaki Kenritsu Ōmura | 25-16, 25-17, 25-10        |
| 15 dicembre 2012 PCC Hayamizu, Miyakonojō Durata: ? - Spettatori: ?  | Toyoda Trefuerza   | 3 - 1 | JTEKT Stings            | 25-18, 21-25, 25-20, 25-19 |
| 15 dicembre 2012 Komazawa Gymnasium, Tokyo Durata: ? - Spettatori: ? | Toray Arrows       | 3 - 0 | Keio Daigaku            | 25-20, 25-17, 25-17        |
| 15 dicembre 2012 Komazawa Gymnasium, Tokyo Durata: ? - Spettatori: ? | JT Thunders        | 3 - 0 | Daido Steel Red Star    | 25-8, 25-23, 25-16         |
| 15 dicembre 2012 Komazawa Gymnasium, Tokyo Durata: ? - Spettatori: ? | Sakai Blazers      | 3 - 0 | Tōkai Daigaku           | 25-20, 25-21, 25-18        |
| 15 dicembre 2012 Komazawa Gymnasium, Tokyo Durata: ? - Spettatori: ? | FC Tokyo           | 3 - 0 | Nippon Taiiku Daigaku   | 25-23, 25-22, 25-19        |

### Quarti di finale
| 16 dicembre 2012 PCC Hayamizu, Miyakonojō Durata: ? - Spettatori: ?  | Panasonic Panthers | 3 - 1 | Oita Weisse Adler | 28-30, 25-22, 26-24, 25-18        |
| 16 dicembre 2012 PCC Hayamizu, Miyakonojō Durata: ? - Spettatori: ?  | Suntory Sunbirds   | 3 - 0 | Toyoda Trefuerza  | 25-18, 25-21, 25-13               |
| 16 dicembre 2012 Komazawa Gymnasium, Tokyo Durata: ? - Spettatori: ? | JT Thunders        | 0 - 3 | Toray Arrows      | 20-25, 18-25, 21-25               |
| 16 dicembre 2012 Komazawa Gymnasium, Tokyo Durata: ? - Spettatori: ? | FC Tokyo           | 2 - 3 | Sakai Blazers     | 25-19, 25-22, 18-25, 20-25, 10-15 |

### Semifinali
| 23 dicembre 2012 PCC Hayamizu, Miyakonojō Durata: ? - Spettatori: ? | Panasonic Panthers | 3 - 1 | Sakai Blazers | 20-25, 25-23, 25-15, 25-13 |
| 23 dicembre 2012 PCC Hayamizu, Miyakonojō Durata: ? - Spettatori: ? | Suntory Sunbirds   | 0 - 3 | Toray Arrows  | 15-25, 21-25, 18-25        |

### Finale
| 24 dicembre 2012 PCC Hayamizu, Miyakonojō Durata: ? - Spettatori: ? | Panasonic Panthers | 3 - 2 | Toray Arrows | 25-21, 25-20, 19-25, 23-25, 15-8 |